# Attaque de Boni (2018)
Pour les articles homonymes, voir Attaque de Boni.
Guerre du Mali
Batailles
L'attaque de Boni a lieu le 9 juin 2018 pendant la guerre du Mali.

## Déroulement
Le matin du 9 juin 2018, une attaque est lancée par les djihadistes contre la ville de Boni. Les assaillants arrivent avec deux véhicules pick-up, des motos, de l'armement lourd, et attaquent sur deux points. Cependant les soldats maliens ripostent de manière efficace et parviennent à repousser les djihadistes qui se replient en direction du Nord-Est.
Après le début de l'attaque, l'armée malienne dépêche un hélicoptère et envoie des renforts depuis la ville de Douentza,. Cependant, en chemin, un véhicule saute sur une mine près de la localité de Dallah,. Selon l'armée malienne, des poseurs de mines ouvrent également le feu et trois d'entre-eux sont abattus,,. Cependant cette version est contestée par l'association peule Tabital Pulaaku et par des proches des victimes, qui affirment que les trois personnes abattues par les militaires étaient de simples bergers et que l'un d'entre eux était un enfant de sept ans.

## Pertes
Dans son communiqué, le ministère malien de la Défense annonce que trois soldats ont été tués, trois autres blessés et 13 terroristes tués,,. Avant sa publication, des sources militaires de l'AFP avaient donné des bilans proches.